# Prince Albert No 461

Prince Albert No. 461

Prince Albert No. 461 est une municipalité rurale située dans la province canadienne de la Saskatchewan dans la division de recensement Division No. 15 (en). Le siège municipal est situé dans la ville de Prince Albert.

## Démographie
En 2006, Prince Albert No. 461 avait une population de 2 918 habitants. Avec sa superficie de 1 019 km2, elle a une densité de 2,9 habitants/km2.
| 2001  | 2006  | 2011  | 2016  |
| ----- | ----- | ----- | ----- |
| 3 380 | 2 918 | 3 601 | 3 562 |

## Communautés
Ville
- Prince Albert

Village
- St. Benedict

Hameaux
- Birson
- Cecil
- Clouston
- Cludworth Junction
- Davis
- Fir Ridge
- Holmes
- Red Deer Hill
- Red Wing
- Stanleyville

District
- Halcro